# کارول شیمانوفسکی
کارول ماچئی شیمانوفسکی (لهستانی: Karol Maciej Szymanowski؛ تلفظ لهستانی: [ˌkarɔl ˌmat͡ɕɛj ʂɨmaˈnɔfskʲi]؛ ۶ اکتبر ۱۸۸۲ – ۲۹ مارس ۱۹۳۷) یک آهنگساز، نوازنده پیانو و مدرس موسیقی اهل لهستان بود.
او دانش‌آموختهٔ «هنرستان موسیقی ورشو» بود و بعدها تا زمان بازنشستگی، رئیس این مرکز آموزشی شد. موسیقی او، تحت تأثیرِ موسیقی آهنگسازانی چون ریشارد واگنر، ریشارد اشتراوس، ماکس رگر، الکساندر اسکریابین، فردریک شوپن و همچنین موسیقی امپرسیونیستی موریس راول و کلود دبوسی بود.
کارول شیمانوفسکی، مشهورترین آهنگساز لهستانی در اوائل قرن بیستم میلادی بود. در آغاز آثار او مُلهم از مکتب آلمانی موسیقی رمانتیک بود، اما بعدها یک سبک امپرسیونیستی در کارهایش پدیدار شد. او بابت آثارش، عالی‌ترین نشان‌ها و جوایز دولتی لهستان را دریافت نمود.
وی در لوزان سوئیس درگذشت اما خواهرش جنازه او را به لهستان منتقل نمود و در پانتئون شهر اسکالکا در کراکوف که مکانی برای دفن بزرگان لهستان است، دفن شد.